# Генки
Генки (元亀) је јапанска ера (ненко) која је настала после Еироку и пре Теншо ере. Временски је трајала од априла 1570. до јула 1573. године и била је последња ера Муромачи периода. Владајући монарх био је цар Огимачи. Како је прошла ера била обележена ратовима, име ере се мења у тринаестој Еироку години, четвртог месеца, двадесет трећег дана.

## Важнији догађаји Генки ере
- 1570. (Генки 1, шести месец): Удружене снаге Азаи клана (које предводи Азаи Нагамаса) и Асакура клана (које предводи Асакура Јошикаге), суочавају се са снагама Оде Нобунаге у плиткој речици у догађају касније познат као битка код Анегаве. Након што је Токугава Ијејасу успео да доведе додатне снаге појачања, Ода је успешно извојевао победу.[3]
- 1571. (Генки 2, девети месец): Нобунага са војском улази у провинцију Оми и опкољава планину Хиеи где масакрира свештенике и спаљује храмове.[4]
- 1572. (Генки 3, дванаести месец): Такеда Шинген, даимјо провинције Каи, предводи своју војску у провинцију Тотоми где се сукобљава са снагама Токугаве Ијејасуа у бици код Микатагахаре.[5]
- 1573. (Генки 4, други месец): Јошинака ојачава одбрану Ниџо замка и шаље поруке Азаију Нагимаси, Асакури Јошинагеу и Такеди Шингену најављујући им његове намере да се суочи са Нобунагом.[6]